# NGC 4018
NGC 4018 é uma galáxia espiral (Sab) localizada na direcção da constelação de Coma Berenices. Possui uma declinação de +25° 19' 02" e uma ascensão recta de 11 horas, 58 minutos e 40,6 segundos.